# Ибаданский университет
Ибаданский университет (англ. University of Ibadan) — старейший из университетов Федеративной Республики Нигерия, известное учебное, научное и интеллектуальное заведение неарабской зоны Нигерии. Расположен на юго-западе страны в 8-ми км от центра г. Ибадан в штате Ойо.
Пользуется репутацией одного из самых престижных африканских высших учебных заведений и интеллектуальных центров южнее Сахары.
Заимствованная у Запада англосаксонская традиция позволила ему динамично развиваться.
Ибаданский университет имеет хорошо развитую инфраструктуру образования, под его эгидой выходит в свет большое количество научных периодических изданий, журналов и сборников.

## История

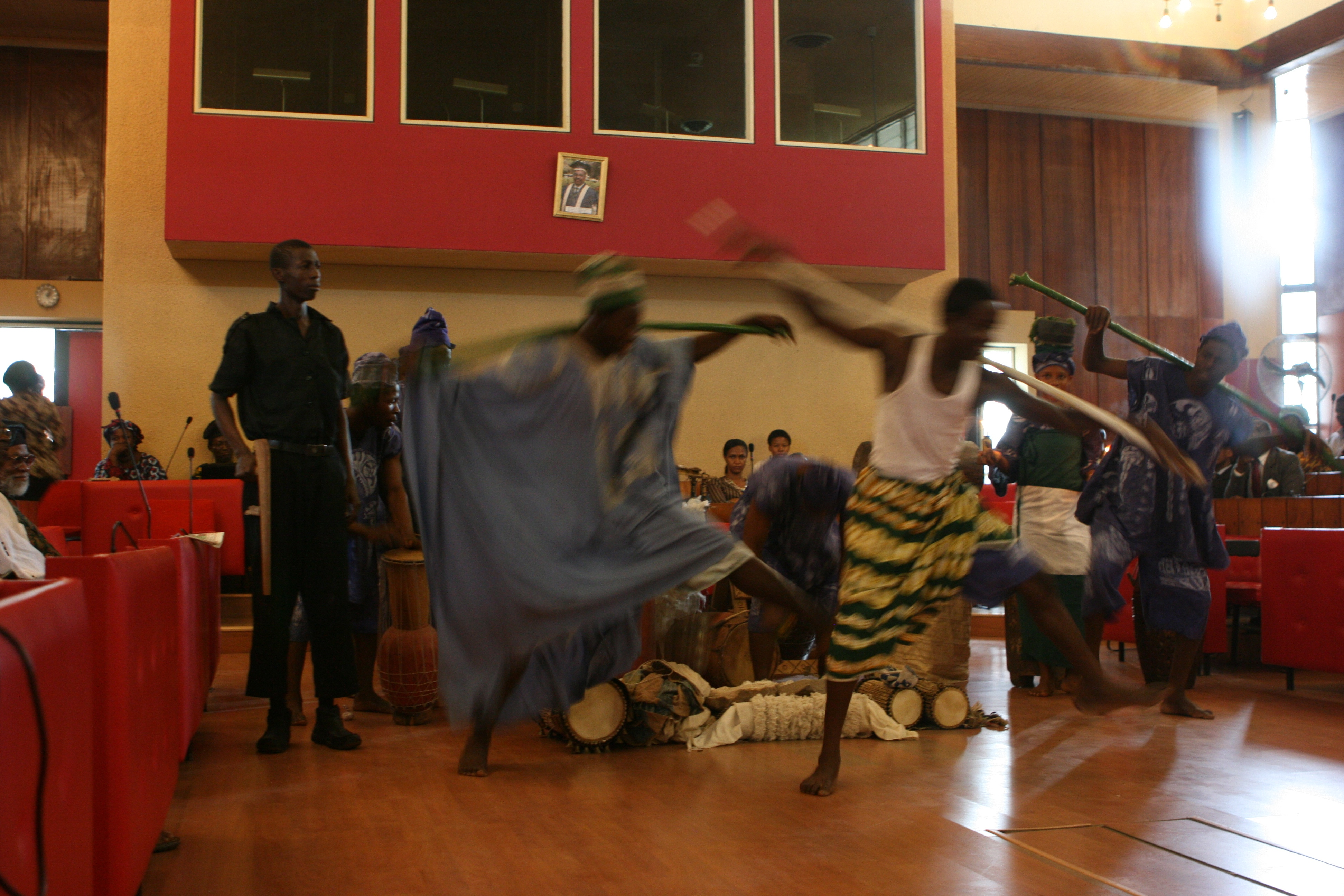
Национальные танцы во время торжеств в кампусе Ибаданского университета

Учреждён 17 ноября 1948 году как Ибаданский колледж на базе Лондонского университета (англ. University College, Ibadan). Для организации колледжа вожди Ибадана выделили колониальным властям землю на 999 лет.
В 1962 году получил статус университета. Первый премьер-министр независимой Нигерии Абубакар Тафава Балева в 1963 году стал первым ректором Ибаданского университета.
В 1948 году здесь обучалось 144 студента. Количество преподавателей и обучающихся постоянно увеличивается — в 2005/2006 учебном году их было около 18000 человек, в том числе 35% аспирантов и 65% студентов.

## Факультеты
- Сельского и лесного хозяйства
- Гуманитарный
- Медицинских наук
- Клинических наук
- Стоматологический
- Педагогический
- Юридический
- Фармакологический
- Общественного здравоохранения
- Точных наук
- Социологический
- Технологический
- Ветеринарный
- Машиностроительный.

## Институты
При университете созданы:
- Африканский региональный центр информатики,
- Центр мира и урегулирования конфликтов,
- Центр городского и регионального планирования,
- Институт африканских исследований
- Институт образования

## Известные преподаватели
- Воле Шойинка,
- Олумбе Бассир,
- Кей Уильямсон
- Шегун Одунуга
- Кристина Гаммил и др.

## Известные выпускники
Ибаданский университет славится своими выпускниками, среди них:
- Воле Шойинка,
- Чинуа Ачебе,
- Емека Аниаоку,
- Джон Пеппер Кларк,
- Кен Саро-Вива и др.